# دی‌فلونیزال
دی‌فلونیزال (انگلیسی: Diflunisal) یک مشتق سالیسیلیک اسید با فعالیت ضد درد و ضد التهابی است. ابتدا با نام تجاری Dolobid که توسط شرکت مرک به بازار عرضه شد، اما نسخه‌های عمومی اکنون به‌طور گسترده در دسترس هستند. این دارو به‌عنوان یک داروی ضدالتهاب غیراستروئیدی (NSAID) طبقه‌بندی می‌شود و در قرص‌های ۲۵۰ و ۵۰۰ میلی‌گرمی موجود است.

## مکانیسم عمل
مانند همه NSAIDها، دی‌فلونیزال با مهار تولید پروستاگلاندین‌ها که در التهاب و درد نقش دارند، عمل می‌کند. دی‌فلونیزال همچنین دارای اثر ضد تب است، اما استفاده از این دارو توصیه نمی‌شود.
مشخص شده‌است که P300 و پروتئین متصل شونده به CREB (CBP) را مهار می‌کند، که تنظیم کننده‌های اپی ژنتیکی هستند که سطوح پروتئین‌هایی را که باعث التهاب می‌شوند یا در رشد سلولی نقش دارند، کنترل می‌کنند. گزارش شده‌است که دی‌فلونیزال در شرایط آزمایشگاهی در برابر سویه واکسن زنده فرانسیسلا تولارنسیس'' (LVS) فعالیت ضد باکتریایی دارد.

## مدت اثر
اگرچه زمان آغاز اثر دی‌فلونیزال ۱ ساعت و بیشینه بی‌دردی ۲ تا ۳ ساعت است، سطوح پلاسمایی دی‌فلونیزال تا زمانی که دوزهای پیاپی مصرف نشود، ثابت نخواهد بود.<ref name=Tempero1977>Tempero KF, Cirillo VJ, Steelman SL (February 1977). "Diflunisal: a review of pharmacokinetic and pharmacodynamic properties, drug interactions, and special tolerability studies in humans". British Journal of Clinical Pharmacology. 4 Suppl 1: 31S–36S. doi:10.1111/j.1365-2125.1977.tb04511.x. PMC 1428837. PMID 328032.</ref> نیمه عمر طولانی پلاسما یکی از ویژگی‌های متمایز دی‌فلونیزال در مقایسه با داروهای مشابه است. برای افزایش سرعت ثابت ماندن سطوح پلاسمایی دی‌فلونیزال، معمولاً از دوز بارگیری استفاده می‌شود. این دارو عمدتاً برای درمان علائم آرتریت و درد حاد پس از جراحی دهان، به‌ویژه برداشتن دندان عقل استفاده می‌شود.
اثربخشی دی‌فلونیزال مشابه سایر NSAIDها است، اما مدت اثر آن دوازده ساعت یا بیشتر است. این بدان معنی است که دوزهای کمتری در روز برای تجویز مزمن مورد نیاز است. در استفاده حاد، در دندانپزشکی رایج است که یک دوز واحد پس از جراحی دهان می‌تواند تا زمانی که بیمار در آن شب به خواب رفته باشد، بی‌دردی را حفظ کند.

## کاربرد پزشکی
- درد، خفیف تا متوسط
- آرتروز
- روماتیسم مفصلی
- آسیب به تاندون‌ها
- التهاب
- آمیلوئیدوز ATTR

### آمیلوئیدوز
نشان داده شده‌است که هم دی‌فلونیزال و هم چندین آنالوگ آن مهارکننده آمیلوئیدوز ارثی مرتبط با ترانس‌تیرتین هستند، بیماری که در حال حاضر گزینه‌های درمانی کمی دارد. کارآزمایی‌های فاز I نشان داده‌اند که دارو به خوبی تحمل می‌شود، با یک کارآزمایی کوچک فاز دوم (دوسوکور، کنترل‌شده با دارونما، ۱۳ بیمار به مدت ۲ سال) در سال ۲۰۱۳ که نرخ کاهش پیشرفت بیماری و حفظ کیفیت زندگی را نشان داد. با این حال، برای اثبات اثربخشی داروها برای درمان این بیماری، یک کارآزمایی فاز III به‌طور قابل توجهی بزرگتر مورد نیاز است.

## عوارض جانبی
در اکتبر ۲۰۲۰، سازمان غذا و داروی ایالات متحده (FDA) برچسب دارو را برای همه داروهای ضدالتهابی غیراستروئیدی به‌روزرسانی کرد تا خطر مشکلات کلیوی در نوزادان متولد نشده را که منجر به کاهش مایع آمنیوتیک می‌شود، توصیف کند. آنها توصیه می‌کنند از مصرف NSAID در زنان باردار در هفته ۲۰ یا پس از بارداری خودداری کنند.

### دستگاه گوارش
مهار پروستاگلاندین‌ها باعث کاهش حفاظت معده در برابر اسید خود می‌شود. مانند همه NSAIDها، این نیز با استفاده طولانی‌مدت منجر به افزایش خطر زخم معده و عوارض آن می‌شود. مصرف‌کنندگان سالخورده دی‌فلونیزال در معرض خطر بیشتری برای رویدادهای جدی دستگاه گوارش هستند.
- افزایش خطر حوادث گوارشی از جمله خونریزی، زخم، و سوراخ شدن معده یا روده.
- درد یا گرفتگی شکم
- یبوست
- گاز معده
- اسهال
- تهوع و استفراغ
- سوء هاضمه

### قلبی عروقی
- ضربان قلب نامنظم
- افزایش خطر احتمالی حوادث ترومبوتیک قلبی عروقی جدی و بالقوه کشنده، MI و سکته مغزی
- خطرات ممکن است با طول مدت استفاده و سابقه بیماری قلبی عروقی افزایش یابد

### گوش، بینی، گلو و چشم
- صدای زنگ در گوش
- زرد شدن چشم‌ها

### سیستم عصبی مرکزی
- خواب آلودگی
- سرگیجه
- سردرد
- بی‌خوابی
- خستگی
- عصبی بودن

### پوست
- تورم پاها، مچ پا، ساق پا و دست‌ها
- زرد شدن پوست
- کهیر
- اکیموز

## موارد منع مصرف
- حساسیت به آسم یا کهیر ناشی از آسپرین/NSAIDAspirin
- سه‌ماهه سوم بارداری
- جراحی بای پس عروق کرونر (درد حین عمل)

## هشدارها
- بیماری‌های قلبی عروقی
- عوامل خطر قلبی
- فشار خون بالا
- نارسایی احتقانی قلب
- سالمندان یا ناتوان
- اختلال عملکرد کبد
- اختلال عملکرد کلیه
- کم‌آبی
- احتباس مایعات
- سابقه خونریزی گوارشی/ PUDA
- آسم
- مصرف دخانیات مصرف

## مصرف بیش از حد
مرگ و میر ناشی از دی‌فلونیزال معمولاً شامل داروهای ترکیبی یا دوز بسیار بالا می‌باشد. LD50 خوراکی ۵۰۰ میلی‌گرم بر کیلوگرم است. علائم مصرف بیش از حد شامل کما، تاکی‌کاردی، بی‌حالی و استفراغ است. کمترین دوز بدون حضور سایر داروها که باعث مرگ می‌شود ۱۵ گرم بود. در ترکیب با سایر داروها، مرگ ۷٫۵ گرم نیز رخ داده‌است. دی‌فلونیزال معمولاً ۲۵۰ یا ۵۰۰ میلی‌گرم عرضه می‌شود که مصرف بیش از حد تصادفی آن را نسبتاً سخت می‌کند.